# Chrysomima semilutearia
Chrysomima semilutearia är en fjärilsart som beskrevs av Felder 1873. Chrysomima semilutearia ingår i släktet Chrysomima och familjen mätare. Inga underarter finns listade i Catalogue of Life.